# Dschibutische Volleyballnationalmannschaft der Männer
Die dschibutische Volleyballnationalmannschaft der Männer ist die Auswahl dschibutische Volleyballspieler, welche die Fédération Djiboutienne de Volley-Ball (FDVB) auf internationaler Ebene, beispielsweise in Freundschaftsspielen gegen die Auswahlmannschaften anderer nationaler Verbände, aber auch bei internationalen Wettbewerben repräsentiert. 1984 trat der nationale Verband dem Weltverband Fédération Internationale de Volleyball (FIVB) bei. Im Oktober 2021 wurde die Mannschaft auf dem 20. Platz der kontinentalen Rangliste geführt.

## Internationale Wettbewerbe

### Dschibuti bei Weltmeisterschaften
Die Mannschaft konnte sich bisher nicht für eine Weltmeisterschaft qualifizieren.

### Dschibuti bei Olympischen Spielen
Bisher gelang es der Mannschaft nicht, sich für die olympischen Wettbewerbe zu qualifizieren.

### Dschibuti bei Afrikameisterschaften
Die Mannschaft kann bisher keine Teilnahmen an der Afrikameisterschaft vorweisen.

### Dschibuti bei den Afrikaspielen
Dschibutis Volleyballnationalmannschaft der Männer nahm bisher nicht an den Wettbewerben der Afrikaspiele teil.

### Dschibuti beim World Cup
Dschibuti kann bisher keine Teilnahme am World Cup – dem Qualifikationsturnier für die Olympischen Spiele – vorweisen.

### Dschibuti in der Weltliga
Die Weltliga fand bisher ohne dschibutische Beteiligung statt.